# Fritz Herkenrath
Friedrich "Fritz" Herkenrath (født 9. september 1928 i Köln, Tyskland - 18. april 2016) var en tysk fodboldspiller (målmand).
Han spillede hovedsageligt hos Rot-Weiss Essen, der på dette tidspunkt var blandt landets stærkeste klubber, og var også tilknyttet 1. FC Köln i sin fødeby. Hos Essen var han med til at vinde både det tyske mesterskab og DFB-Pokalen.
Herkenrath spillede desuden 21 kampe for det vesttyske landshold. Han var den tyske førstemålmand ved VM i 1958 i Sverige, og spillede fem af landets seks kampe i turneringen.

## Titler
Bundesligaen
- 1955 med Rot-Weiss Essen

DFB-Pokal
- 1953 med Rot-Weiss Essen